# Axonopus chrysostachyus
Axonopus chrysostachyus är en gräsart som först beskrevs av Heinrich Adolph Schrader, och fick sitt nu gällande namn av Pilg.. Axonopus chrysostachyus ingår i släktet Axonopus och familjen gräs. Inga underarter finns listade i Catalogue of Life.